# طباعة أمنية

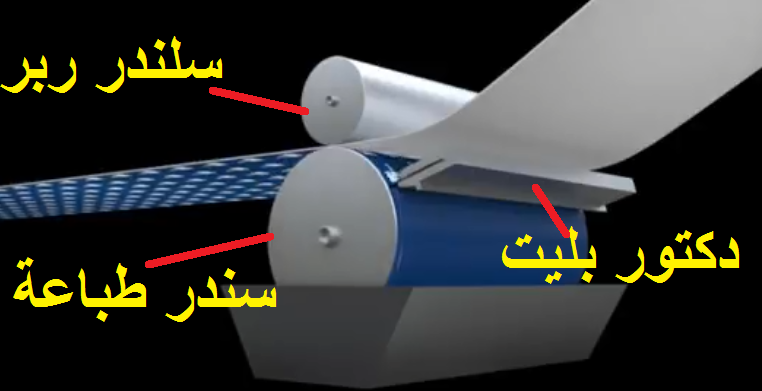
كيفية اشتغال الطابعة

الطباعة الأمنية هي: حقل صناعة الطباعة الذي يتعامل مع طباعة العناصر مثل الأوراق النقدية والشيكات وجوازات السفر والملصقات الواضحة للعبث والأشرطة الأمنية ومصادقة المنتج وشهادات الأسهم وطوابع البريد وبطاقات الهوية. الهدف الرئيسي للطباعة الأمنية هو منع التزوير أو العبث أو التزييف. وفي الآونة الأخيرة، أصبحت العديد من التقنيات المستخدمة لحماية هذه المستندات عالية القيمة متاحة بشكل أكبر للطابعات التجارية، سواء كانت تستخدم المطابع التقليدية والأوفلكس أو المنصات الرقمية الأحدث. تعمل الشركات على حماية مستنداتها الأقل قيمة مثل النسخ والكوبونات والوصفات الطبية من خلال دمج بعض الميزات المدرجة أدناه لضمان عدم إمكانية تزويرها أو عدم حدوث تغيير في البيانات دون اكتشافها.
يتم استخدام عدد من الأساليب التقنية في صناعة الطباعة الأمنية. غالبًا ما تتم الطباعة الأمنية على ورق الأمان ، ولكن يمكن أن تحدث أيضًا على المواد البلاستيكية.

## المادة المخصصة (الركيزة)
الركيزة لمعظم الأوراق النقدية مصنوعة من الورق ، دائمًا معظمها من ألياف القطن من أجل القوة والمتانة؛ في بعض الحالات تضاف ألياف الكتان أو الألياف الملونة أو الالياف القانونية لإضفاء الطابع الشخصي على الورق والحماية من التزييف. تنتج بعض البلدان، بما في ذلك كندا ونيجيريا ورومانيا والمكسيك ونيوزيلندا وفلسطين وسنغافورة وماليزيا والمملكة المتحدة وأستراليا ، الأوراق النقدية المصنوعة من البوليمر (البلاستيك) لتحسين طول العمر ولجعل التزييف أكثر صعوبة. قد تتضمن نوافذ شفافة (يصل قطرها إلى 10 ملليمترات) كميزة أمان في المناطق التي لا تغطيها طبقة العتامة. قد تتضمن الركيزة الورقية أيضًا نوافذ تستند إلى ثقوب مقطوعة بالليزر مغطاة بورق أمان بعناصر ثلاثية الأبعاد. كل هذا يجعل من الصعب إنتاج ونسخ المزيد باستخدام تقنيات التزييف الشائعة.

## العلامات المائية

### علامات مائية حقيقية
العلامة المائية الحقيقية هي صورة أو نمط يمكن التعرف عليه في الورق يظهر مناطق أفتح أو أغمق من الورق المحيط عند تعريضه لضوء من خلف الورق، بسبب اختلافات كثافة الورق. يتم عمل علامة مائية عن طريق الضغط على ختم معدني مغلف بالماء أو لفة داندي على الورق أثناء التصنيع. تم إدخال العلامات المائية لأول مرة في بولونيا بإيطاليا عام 1282 ؛ بالإضافة إلى استخدامها في الطباعة الأمنية، فقد تم استخدامها أيضًا من قبل صانعي الورق لتحديد منتجهم. لإثبات الأصالة، سيضيء الجزء الأكثر نحافة من العلامة المائية أكثر سطوعًا بمصدر ضوء في الخلفية وأكثر قتامة بخلفية داكنة. العلامة المائية هي تقنية مثبتة لمكافحة التزييف لأن معظم المنتجات المقلدة تحاكي مظهرها فقط باستخدام نمط الطباعة.

#### العلامة المائية المختلقة (المحاكية)
مطبوعة بالحبر الأبيض، العلامات المائية المحاكية لها انعكاس مختلف عن الورقة الأساسية ويمكن رؤيتها بزاوية. نظرًا لأن الحبر أبيض، فلا يمكن نسخه أو مسحه ضوئيًا. يمكن تحقيق تأثير مماثل عن طريق ورنيش iriodin الذي يخلق انعكاسات تحت زوايا مشاهدة معينة فقط ويكون شفافًا بخلاف ذلك.
تتم محاكاة العلامات المائية في بعض الأحيان على عملة البوليمر عن طريق طباعة نمط وفقًا، ولكن مع القليل من تأثير مكافحة التزييف. على سبيل المثال، الدولار الأسترالي يحمل شعار ذراعه على كل فواتير البلاستيك. يمكن للعنصر البصري الانتشاري  داخل النافذة الشفافة أن يخلق تأثيرًا مشابهًا ولكنه يتطلب شعاع ليزر للتحقق منه.

## الطباعة النقشية (بالنقش)
الطباعة الغائرة (النقش) هي تقنية طباعة يتم فيها شق الصورة في السطح. عادة، يتم استخدام صفائح النحاس أو الزنك، ويتم إنشاء الشقوق عن طريق حفر الصورة أو نقشها ، ولكن يمكن للمرء أيضًا استخدام الميزوتينت. في الطباعة، يتم تغطية السطح بالحبر، ثم يفرك بقوة بقطعة قماش أو صحيفة تارلاتان لإزالة الحبر من السطح، وتركه في الشقوق. يتم وضع قطعة ورق مبللة في الأعلى، ويتم تشغيل اللوحة والورق من خلال مطبعة، من خلال الضغط، تنقل الحبر إلى الورق.
من الصعب محاكاة الطباعة الحادة جدًا التي تم الحصول عليها من عملية النقش بطرق أخرى. تسمح الطباعة الغائرة أيضًا بإنشاء صور كامنة تكون مرئية فقط عند عرض المستند بزاوية ضحلة جدًا.

## مخرطة هندسية
المقصلة هو نمط زخرفي يتكون من شريطين منحنيين أو أكثر يتشابكان لتكرار التصميم الدائري. وهي مصنوعة من مخرطة هندسية.